# 積水ハウスシャーメゾンPM九州
積水ハウスシャーメゾンPM九州株式会社（せきすいハウスシャーメゾンPMきゅうしゅう）は、福岡県福岡市博多区に本社を置く日本の不動産会社。積水ハウスのグループ会社である。
2020年2月1日に、積和不動産九州株式会社（せきわふどうさんきゅうしゅう）から社名を変更した。
2025年2月1日に、仲介・不動産事業を積水ハウス不動産関西株式会社（同日付で積水ハウス不動産株式会社に商号変更）に分割し、現商号に変更した。

## 概要
- 所在：福岡県福岡市博多区博多駅前三丁目26番29号（九勧博多ビル)
- 設立：1980年8月1日
- 資本金：200,000,000円

## 沿革
- 1980年（昭和55年）8月1日 - 積和不動産株式会社設立。
- 1982年（昭和57年）3月 - 九州積和不動産株式会社に社名変更。
- 2000年（平成12年）8月 - 積和不動産九州株式会社に社名変更。
- 2003年（平成15年）2月 - 株式を店頭登録。
- 2005年（平成17年）1月 - 積水ハウスとの株式交換により上場廃止。
- 2020年（令和2年）2月1日 - 積水ハウス不動産九州株式会社に社名変更[2]。
- 2025年（令和7年）2月1日 - 現商号に変更。

## 営業エリア
積水ハウス不動産九州の営業エリアは以下の地域。なお、沖縄県はエリア外となっている。
- 九州地方：福岡県、佐賀県、長崎県、熊本県、大分県、宮崎県、鹿児島県